# Bulletin de la Societe Nationale d'Acclimatation de France
Bulletin de la Societe Nationale d'Acclimatation de France (abreviado Bull. Soc. Natl. Acclim. France) fue una revista con ilustraciones y descripciones botánicas que fue editada en París en los años 1854-1946. En los años 1889-1895 fue publicada como Revue des Sciences Naturelles Appliquees. Fue reemplazada por Terre & Vie (sér. 2).